# ASP手槍

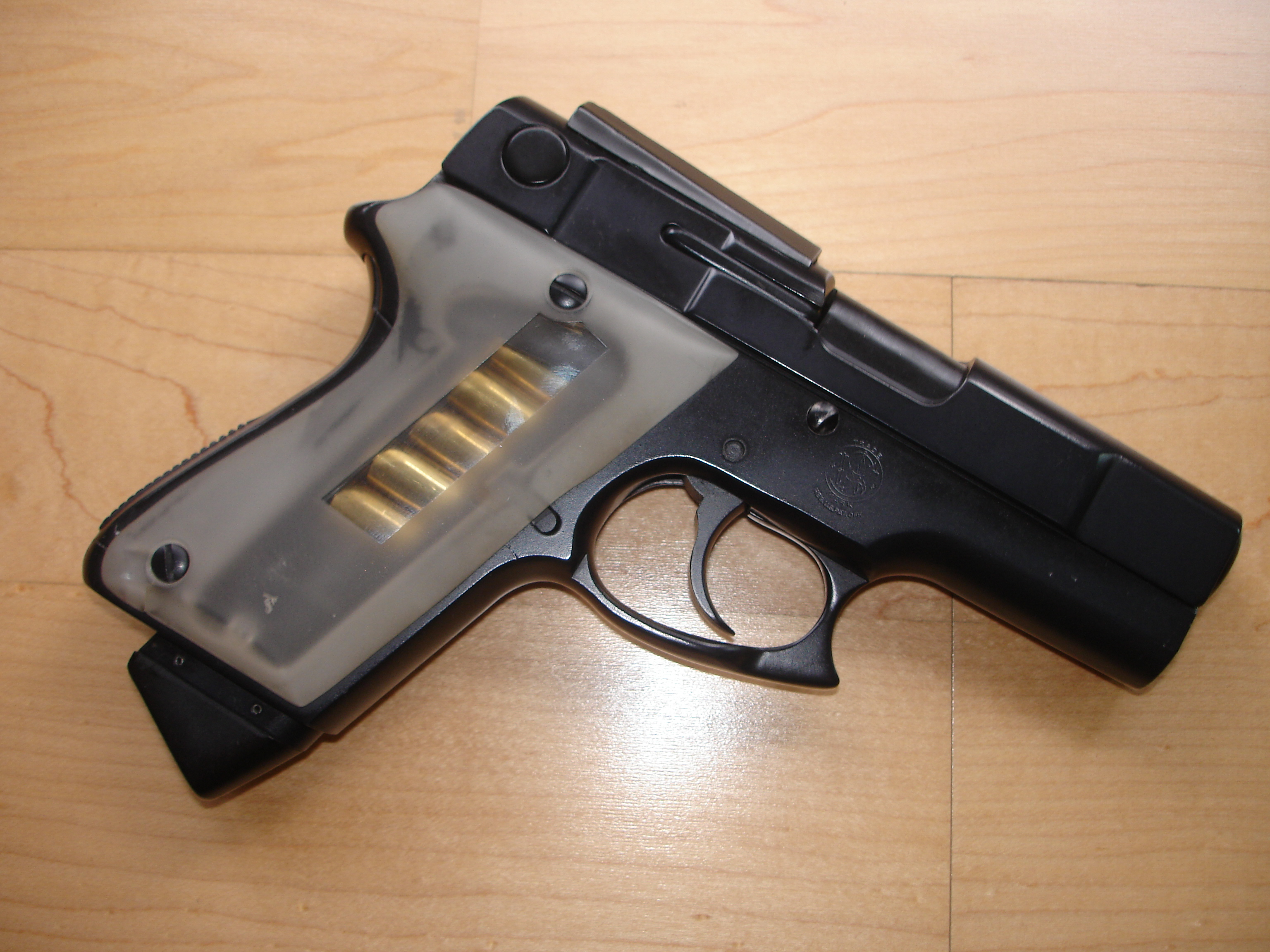
上彈的ASP手槍

ASP是一種由美國中央情報局特工兼槍械設計師帕里斯·西奧多研製的改裝型半自動手槍，該槍是以史密斯威森M39手槍作基礎。

## 概述

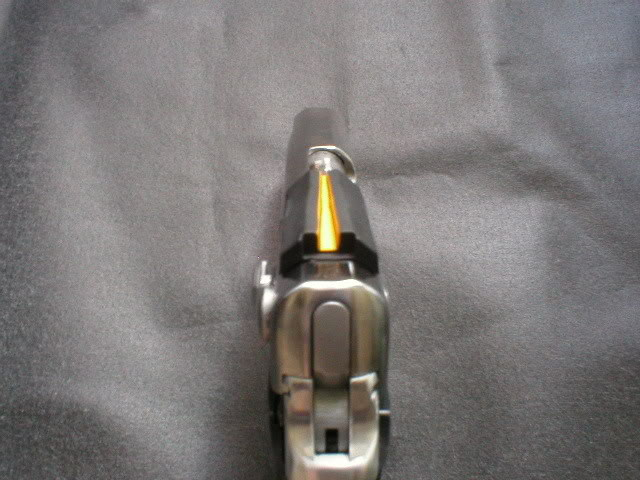
ASP手槍的「流浪者」照準系統

ASP手槍結構緊湊，它能夠方便地被隱蔽攜帶以及能夠讓使用者快速拔槍。該槍以史密斯威森M39作為原型，並縮短了其槍管和滑套的長度以及重新設計了握把及扳機護圈，其握把護片亦被改為半透明以方便射手快速檢視殘彈量，擊鎚也設計得很短並不向外突出來。該槍採用獨特的「流浪者」（英語：Guttersnipe）照準系統，其原理是一個縮小的U型槽與黃色的熒光板，它會形成三個三角形，當準星被準確地對齊的同時亦會對準目標。基於其獨特的照準系統設計，此槍是沒有前準星的。ASP在1983年停產，但在2000年以ASP 2000的名義重新恢復生產，直至現在。

## 登場作品

### 電子遊戲
- 2010年—：戰役模式中於“40號行動”關卡中由美國中央情報局特別活動部隊員、古巴軍隊和哈瓦那警察所使用；聯機模式時於等級1解鎖，並可以使用升級機械瞄具、雙持、抑制器、延長彈匣。奇怪地會在1960年代初出現。
- 2012年—《战争前线》：命名为“Micro Desert Eagle”，粉色涂装，奇怪的枪身比现实更短，以7发弹匣供彈，所有职业均可使用，只能安装专用消音器与专用制退器。

## 外部連結
- ASP 2000官方網站
- Modern Firearms（页面存档备份，存于）